# 徐參錫
徐參錫（：／ Seo Sam-seok，1959年8月3日—），大韓民國自由派政治人物，第20到22屆國會議員。